# Taipé
Taipé, oficialmente conhecida como a Cidade de Taipé (chinês: 臺北市 ou 台北市, pinyin: Táiběi Shì; ou Taibei em pinyin, literalmente "Norte de Taiwan"), é a capital e um município especial de Taiwan. Situada no extremo norte da ilha Formosa, a cidade é um enclave do município de Nova Taipé. Está cerca de 25 quilômetros a sudoeste da cidade portuária de Keelung. Taipé está localizada na bacia homônima, um antigo lago delimitado pelos dois vales relativamente estreitos dos rios Keelung e Xindian, que se juntam para formar o rio Tamsui ao longo da fronteira ocidental da cidade.
A cidade é o lar de uma população estimada em 2 693 672 habitantes em 2009, que formam a parte central da região metropolitana de Taipei-Keelung, que inclui as cidades vizinhas de Nova Taipé e Keelung, com uma população de 6,9 milhões de pessoas, a 40ª metrópole mais populosa do mundo. O nome "Taipei" pode se referir tanto a toda a área metropolitana ou à cidade propriamente dita.
Taipé é o centro político, econômico, educacional e cultural de Taiwan, sendo um dos principais centros do mundo de língua chinesa. Considerada uma cidade global, é também parte de uma importante zona industrial de alta tecnologia. Ferrovias, trens de alta velocidade, rodovias, aeroportos e linhas de ônibus ligam a cidade com todas as partes da ilha. Taipé é servida por dois aeroportos - Taipei Songshan e Taiwan Taoyuan. A cidade é o lar de vários marcos arquitetônicos e culturais mundialmente famosos, como o Taipei 101 e o Memorial Chiang Kai-shek.
Em termos políticos, o termo "Taipé" ocasionalmente pode ser usado como uma sinédoque da soberania de Taiwan. Devido à controvérsia sobre o estatuto político de Taiwan, o nome "Taipé Chinesa" é usado oficialmente quando os representantes de Taiwan participam de equipes nacionais em algumas organizações internacionais (que podem exigir soberania das Nações Unidas), para assim evitar controvérsias políticas pelo uso de outros nomes.

## História

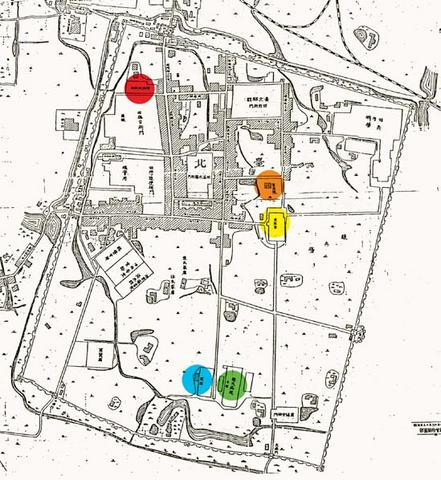
Diagrama da Taipé Antiga com seus muros e portões originais. Importantes edifícios estão coloridos

A região conhecida como a bacia de Taipé foi a terra natal das tribos Ketagalan antes do século XVIII. Os chineses da etnia Han começaram a colonizar a área em 1709.

### Século XIX
No fim do século XIX, a área de Taipé começou a ganhar importância econômica com a exportação de chá. Em 1875, a parte setentrional da ilha de Taiwan foi separada da prefeitura de Taiwan (臺灣府) e incorporada num novo órgão, a prefeitura de Taipé (臺北府).
A partir daquele ano, durante a Dinastia Qing, até o início do domínio japonês em 1895, Taipé fez parte do condado de Danshui (淡水縣) da prefeitura de Taipé, sendo sua capital. A cidade foi declarada capital de Taiwan em 1894. Como um acordo após a derrota na Primeira Guerra Sino-Japonesa, a China cedeu a ilha de Taiwan ao Império do Japão em 1895. Após a tomada pelos japoneses, Taipé, que recebeu o nome de Taihoku em língua japonesa, tornou-se o centro político do governo colonial do Japão. Grande parte do legado arquitetônico de Taipé remonta ao período do domínio japonês, como o Palácio Presidencial, que fora a sede do governador-geral de Taiwan (台灣總督府).

### Século XX

Multidão do lado de fora do Auditório Taihoku em Taipé celebra a rendição do Japão aos Aliados em 1945.

Durante o domínio japonês, Taihoku foi incorporada em 1920 à prefeitura de Taihoku (台北州), que incluía Bangka, Dadaocheng e Chengnei, entre outras localidades menores. O distrito oriental de Matsuyama (松山庄) foi anexado à cidade de Taihoku em 1938.
Com a derrota do Japão na Guerra do Pacífico e a consequente capitulação em agosto de 1945, Taiwan foi retomada pelas tropas chinesas nacionalistas.
Em 7 de dezembro de 1949, o governo do Kuomintang (KMT) liderado por Chiang Kai-shek estabeleceu Taipé como capital provisória da República da China, depois que os comunistas forçaram sua fuga da China continental. Taipé foi também capital da província de Taiwan (臺灣省) até a década de 1960, quando a administração provincial foi transferida para a vila de Chunghsing (中興新村) no centro da ilha de Taiwan. A República Popular da China (a China continental) não reconhece esta transferência e continua a considerar Taipé capital da província de Taiwan.
Em 1967, Taipé passou a ser administrada pelo governo central e no ano seguinte seus limites foram expandidos, anexando o território de localidades vizinhas como Shilin, Beitou, Neihu, Nangang, Jingmei e Muzha. Em 1990, os dezesseis distritos da cidade de Taipé foram transformados nos atuais doze distritos.

## Geografia

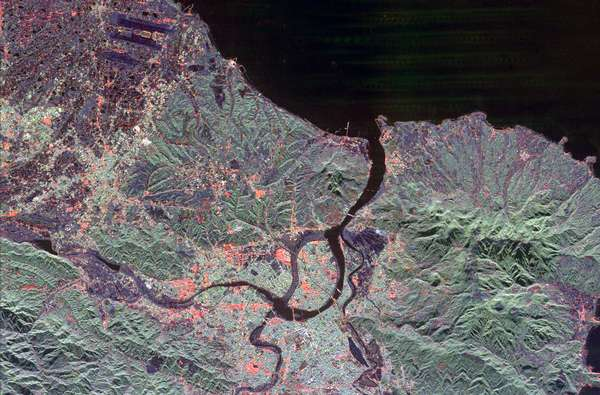
Imagem de satélite de Taipé.

Taipé localiza-se na Bacia Taipé, ao norte de Taiwan. Ela faz fronteira com o Rio Xindian no sul, e o rio Danshui (Tamsui) sobre o oeste. Os distritos do norte de Shilin e Beitou se estendem ao norte do Rio Keelung e são delimitados pelo Parque Nacional Yangmingshan. A cidade de Taipé tem limites que abrangem uma área classificada como dezesseis de vinte e cinco, entre todos os condados e cidades em Taiwan.
A montanha de Cising fica situada no grupo do vulcão de Datun e na montanha a mais alta na borda da bacia de Taipé. Seu pico principal tem 1 120 m de altura.

### Clima
Taipé tem um clima subtropical úmido influenciado por monções (Köppen: Cfa). Os verões são longos, quentes e úmidos, acompanhado por chuvas torrenciais e tufões ocasionais, enquanto que os invernos são curtos, quentes e, geralmente, muito nebulosos devido aos ventos de nordeste a partir do vasto anticiclone siberiano, sendo intensificada pela conjugação de ar mais frio na Bacia de Taipé. Como parte do resto do norte da ilha Formosa, as temperaturas diurnas de Taipé muitas vezes ficam acima de 26 graus Celsius durante um dia de inverno quente, enquanto pode mergulhar abaixo dos 26 graus Celsius durante a tarde de um verão chuvoso. Frentes frias ocasionais durante os meses de inverno podem derrubar a temperatura diariamente para 3-5 graus Celsius, embora as temperaturas raramente fiquem abaixo de 10 graus Celsius.

## Demografia

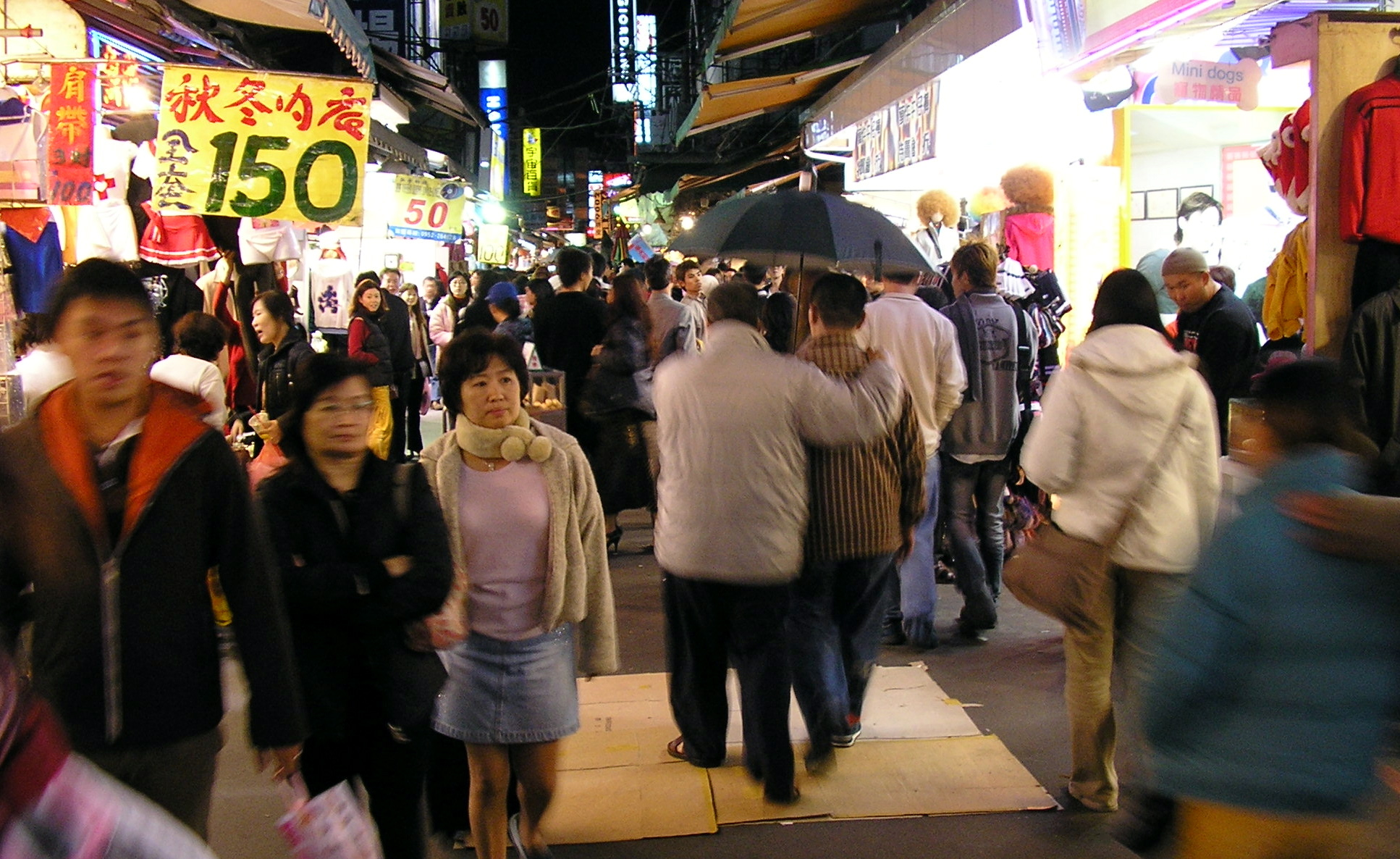
Mercado Noturno de Shilin

Taipé é o lar de 2 686 516 habitantes (2013), enquanto a área metropolitana tem uma população de 7 028 583 pessoas. A população da cidade propriamente dita tem vindo a diminuir nos últimos anos, enquanto a população do adjacente de Nova Taipé tem vindo a aumentar. A perda de população, enquanto rápida em seus primeiros anos, foi estabilizada por um desenvolvimento de menor densidade e por campanhas destinadas a aumentar a taxa de natalidade na cidade. A população começou a aumentar novamente a partir de 2010.
Devido à geografia e localização da cidade, na Bacia de Taipé, bem como pelos diferentes graus de desenvolvimento econômico de seus distritos, a população de Taipé não está distribuída uniformemente. Os distritos de Daan, Songshan e Datong são os mais densamente povoados. Estes distritos, juntamente com as comunidades adjacentes, como Yonghe e Zhonghe, contém alguns dos bairros mais densamente povoadas do mundo.
Em 2008, a taxa de natalidade situou-se em 7,88%, enquanto a taxa de mortalidade foi de 5,94%. Uma população envelhecida e que cresce menos rapidamente é uma questão importante para a cidade. No final de 2009, uma em cada dez pessoas em Taipé tinha mais de 65 anos de idade Os moradores que tinham educação universitária ou superior representavam 43,48% da população e a taxa de alfabetização era de 99,18%.
Como o resto de Taiwan, Taipé é composta de quatro grupos étnicos principais: hoklos, chineses continentais, hacás e aborígenes. Embora os hoklos e chineses continentais formem a maioria da população, nas últimas décadas, muitos hacás mudaram-se para a cidade. A população aborígene em Taipé é de 12 862 pessoas (<0,5%), concentrada principalmente nos bairros suburbanos. Estrangeiros (principalmente da Indonésia, Vietnã e Filipinas) foram estimados em 52 426 pessoas no final de 2008.

## Governo e política

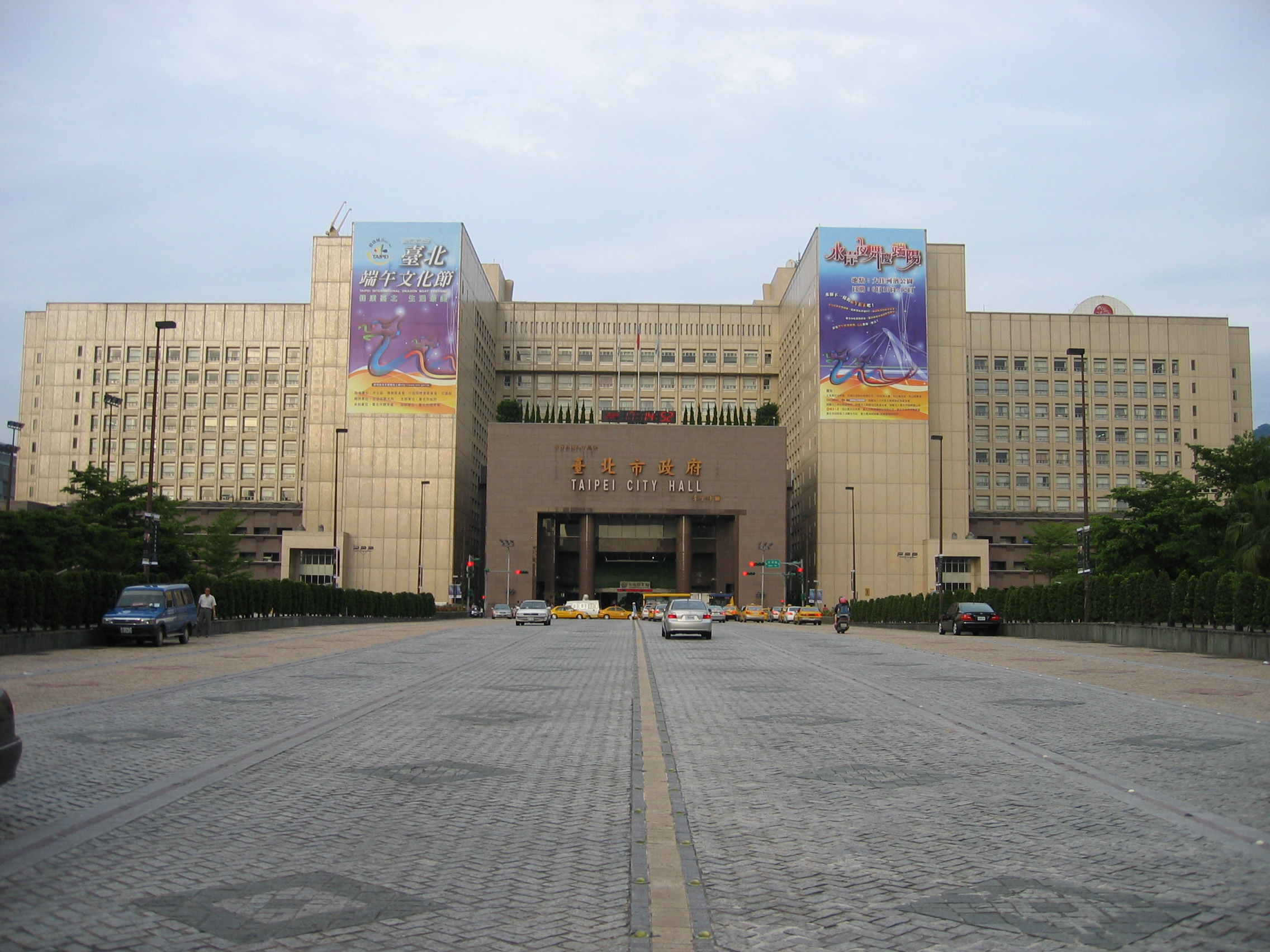
Prefeitura de Taipé

Taipé é um município especial que é diretamente administrado pelo poder executivo de Taiwan. O cargo de prefeito existe desde a conversão de Taipé para um município administrado centralmente em 1967 até a primeira eleição pública, realizada em 1994.
O prefeito tem um mandato de quatro anos e é eleito pelo voto popular direto. O primeiro prefeito eleito foi Chen Shui-bian, do Partido Democrático Progressista. Ma Ying-jeou tomou posse, em 1998, por dois mandatos, antes de entregá-lo para Hau Lung-pin que venceu a eleição de 2006, em 9 de dezembro de 2006. Tanto Chen Shui-bian quanto Ma Ying-jeou se tornaram presidentes do país. posteriormente.

### Cidades-irmãs
A cidade de Taipé tem as seguinte geminações:
- Houston, Estados Unidos (1961)
- Lomé, Togo (1966)
- Manila, Filipinas (1966)
- Cotonou, Benin (1967)
- Seul, Coreia do Sul (1968)
- Quezon, Filipinas (1968)
- Santo Domingo, República Dominicana (1970)
- Cidade de Ho Chi Minh, Vietnã (1968)
- São Francisco, Estados Unidos (1970)
- Guam, Estados Unidos (1973)
- Jeddah, Arábia Saudita (1978)
- Cleveland, Estados Unidos (1970)
- Cincinnati, Estados Unidos
- Indianápolis, Estados Unidos (1978)
- Marshall, Estados Unidos (1978)
- Phoenix, Estados Unidos (1979)
- Los Angeles, Estados Unidos (1979)
- Atlanta, Estados Unidos (1979)
- Oklahoma, Estados Unidos (1981)
- Joanesburgo, África do Sul (1982)
- Costa de Ouro, Austrália (1982)
- Pretória, África do Sul (1983)
- Tegucigalpa, Honduras (1975)
- San José, Costa Rica (1984)
- Lilongwe, Malauí (1984)
- Versalhes, França (1986)
- Assunção, Paraguai (1987)
- Cidade do Panamá, Panamá (1989)
- Manágua, Nicaragua (1992)
- São Salvador, El Salvador (1993)
- Praga, República Tcheca (1994)
- Varsóvia, Polónia (1995)
- Ulan-Ude, Rússia (1996)
- Boston, Estados Unidos (1997)
- Dallas, Estados Unidos (1997)
- Dacar, Senegal (1997)
- Banjul, Gâmbia (1997)
- Bissau, Guiné-Bissau (1997)
- Mbabane, Essuatíni (1997)
- Ulaanbaatar, Mongólia (1997)
- San Nicolás de los Garza, México (1997)
- La Paz, Bolívia (1997)
- Cidade da Guatemala, Guatemala (1998)
- Monróvia, Libéria (1998)
- Vilnius, Lituânia (1998)
- Majuro, Ilhas Marshall (1998)
- Riga, Letônia (2001)
- Malabon, Filipinas (2005)
- Ouagadougou, Burkina Faso (2008)
- George Town, Malásia (2009)
- Daegu, Coreia do Sul (2010)
- Tóquio, Japão (2012)

## Divisões administrativas
A cidade de Taipé está dividida em doze distritos (區 qu). Cada distrito é dividido em vilas (里), que por sua vez são divididas em bairros (鄰).
| Mapa                  | Distrito          | Distrito   | Distrito    | Distrito    | Distrito  | População (Dec. 2014) | Área (km²) | Postal code |
| Mapa                  | Nome              | Chinês     | Pinyin      | Wade-Giles  | Pe̍h-ōe-jī | População (Dec. 2014) | Área (km²) | Postal code |
| --------------------- | ----------------- | ---------- | ----------- | ----------- | --------- | --------------------- | ---------- | ----------- |
|                       | ■ Distrito Beitou | 北投區     | Běitóu      | Pei-t'ou    | Pak-tâu   | 257 520               | 56,8216    | 112         |
| ■ Distrito Da'an      | 大安區            | Dà'ān      | Ta-an       | Tāi-an      | 313 693   | 11,3614               | 106        |             |
| ■ Distrito Datong     | 大同區            | Dàtóng     | Ta-t'ung    | Tāi-tông    | 130 973   | 5,6815                | 103        |             |
| ■ Distrito Nangang    | 南港區            | Nángǎng    | Nan-kang    | Lâm-káng    | 121 257   | 21,8424               | 115        |             |
| ■ Distrito Neihu      | 內湖區            | Nèihú      | Nei-hu      | Lāi-ô͘       | 285 767   | 31,5787               | 114        |             |
| ■ Distrito Shilin     | 士林區            | Shìlín     | Shih-lin    | Sū-lîm      | 290 455   | 62,3682               | 111        |             |
| ■ Distrito Songshan   | 松山區            | Sōngshān   | Sung-shan   | Siông-san   | 210 473   | 9,2878                | 105        |             |
| ■ Distrito Wanhua     | 萬華區            | Wànhuá     | Wan-hua     | Báng-kah    | 193 715   | 8,8522                | 108        |             |
| ■ Distrito Wenshan    | 文山區            | Wénshān    | Wen-shan    | Bûn-san     | 273 921   | 31,5090               | 116        |             |
| ■ Distrito Xinyi      | 信義區            | Xìnyì      | Hsin-yi     | Sìn-gī      | 229 657   | 11,2077               | 110        |             |
| ■ Distrito Zhongshan  | 中山區            | Zhōngshān  | Chung-shan  | Tiong-san   | 230 496   | 13,6821               | 104        |             |
| ■ Distrito Zhongzheng | 中正區            | Zhōngzhèng | Chung-cheng | Tiong-chèng | 163 388   | 7,6071                | 100        |             |

## Economia

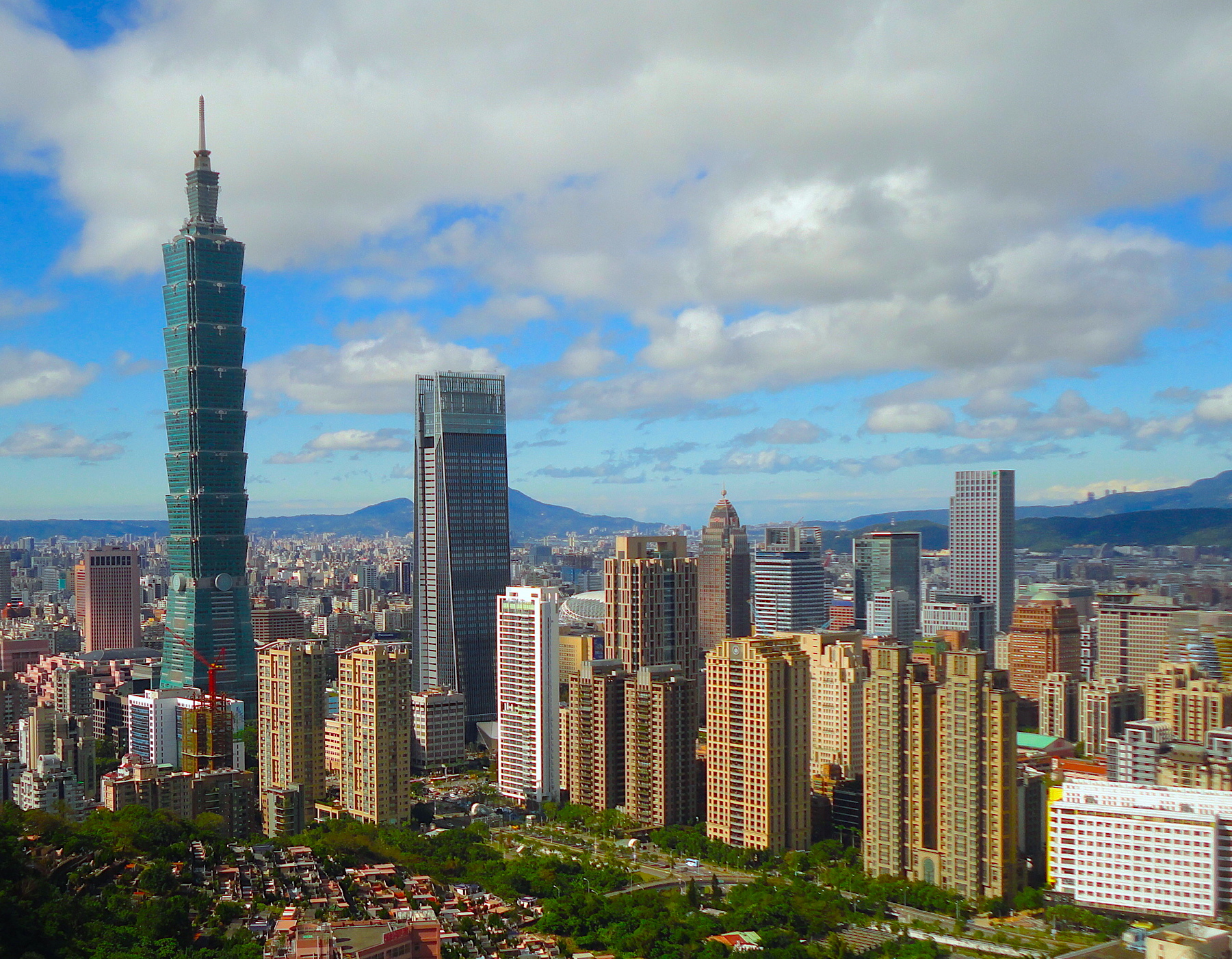
Centro financeiro de Taipé.

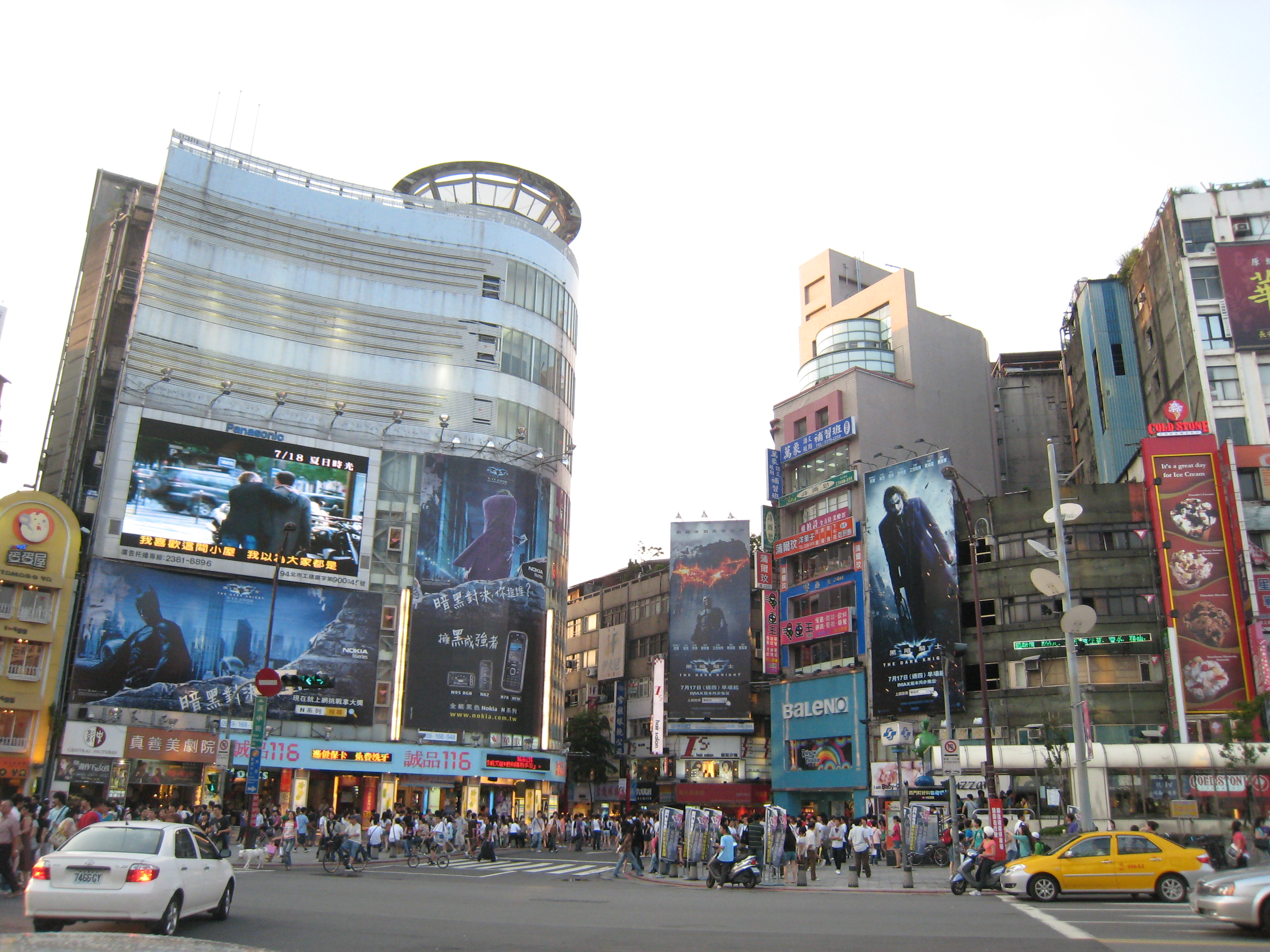
Bairro comercial Ximending

Como o centro da maior aglomeração urbana de Taiwan, Taipé tem estado no núcleo do rápido desenvolvimento econômico do país, sendo que se tornou uma das cidades globais na produção de alta tecnologia e de seus componentes. Isto faz parte do chamado "Milagre de Taiwan", que tem visto um crescimento dramático na cidade após o investimento estrangeiro direto a partir dos anos 1960. Taiwan é hoje uma economia credora, com uma das maiores reservas cambiais do mundo, com mais de 403 bilhões de dólares (dezembro de 2012).
Apesar da crise financeira asiática, a economia continua a expandir-se a cerca de 5% ao ano, com praticamente pleno emprego e inflação baixa. Em 2007, o PIB nominal da cidade era de quase 160 bilhões de dólares, enquanto a região metropolitana de Taipé tinha um PIB (nominal) de cerca de 260 bilhões de dólares, números que a colocam entre as maiores economias urbanas do mundo. O PIB per capita de Taipé é de 48 400 dólares, o segundo mais alto na Ásia depois de Tóquio, que tem um PIB per capita de 65 453 dólares.
Taipé e seus arredores são a principal região industrial de Taiwan, que consiste em indústrias dos setores secundário e terciário. A maioria das principais fábricas do país que produzem têxteis e vestuários estão localizadas na cidade; outras indústrias incluem a fabricação de produtos eletrônicos e seus componentes, máquinas e equipamentos elétricos, materiais impressos, equipamentos de precisão, além de alimentos e bebidas. Marcas nacionais como a ASUS, Chunghwa Telecom, Mandarin Airlines, Tatung, Uni Air e D-Link têm sede na cidade.
A construção naval, incluindo iates e outras embarcações de lazer, é feita no porto de Keelung. Serviços, incluindo os relacionados com comércio, transportes e serviços bancários, tornam-se cada vez mais importantes na economia.

### Turismo
O turismo é um componente pequeno, mas significativo da economia local. Taipé tem muitas atrações turísticas e contribui com uma quantidade significativa dos 6,8 bilhões de dólares gerados pela indústria do turismo em Taiwan. Em 2013, mais de 6,3 milhões de visitantes estrangeiros visitaram Taipé, injetando 10,8 bilhões de dólares na economia da cidade.